# Sumy
Sumy (tiếng Ukraina: Суми [ˈsumɪ] ⓘ) là một thành phố thủ phủ của tỉnh Sumi của Ukraina. Thành phố Sumi có diện tích km2, dân số theo điều tra vào năm 2022 là 256,474 người. Đây là thành phố lớn thứ 23 tại Ukraina.